# Ostruháček kapinicový
Ostruháček kapinicový (Satyrium acaciae) je druh motýla z čeledi modráskovití žijícího v jižní a střední Evropě. Jeho výskyt zasahuje od severního Španělska až po jižní Ural.

## Popis

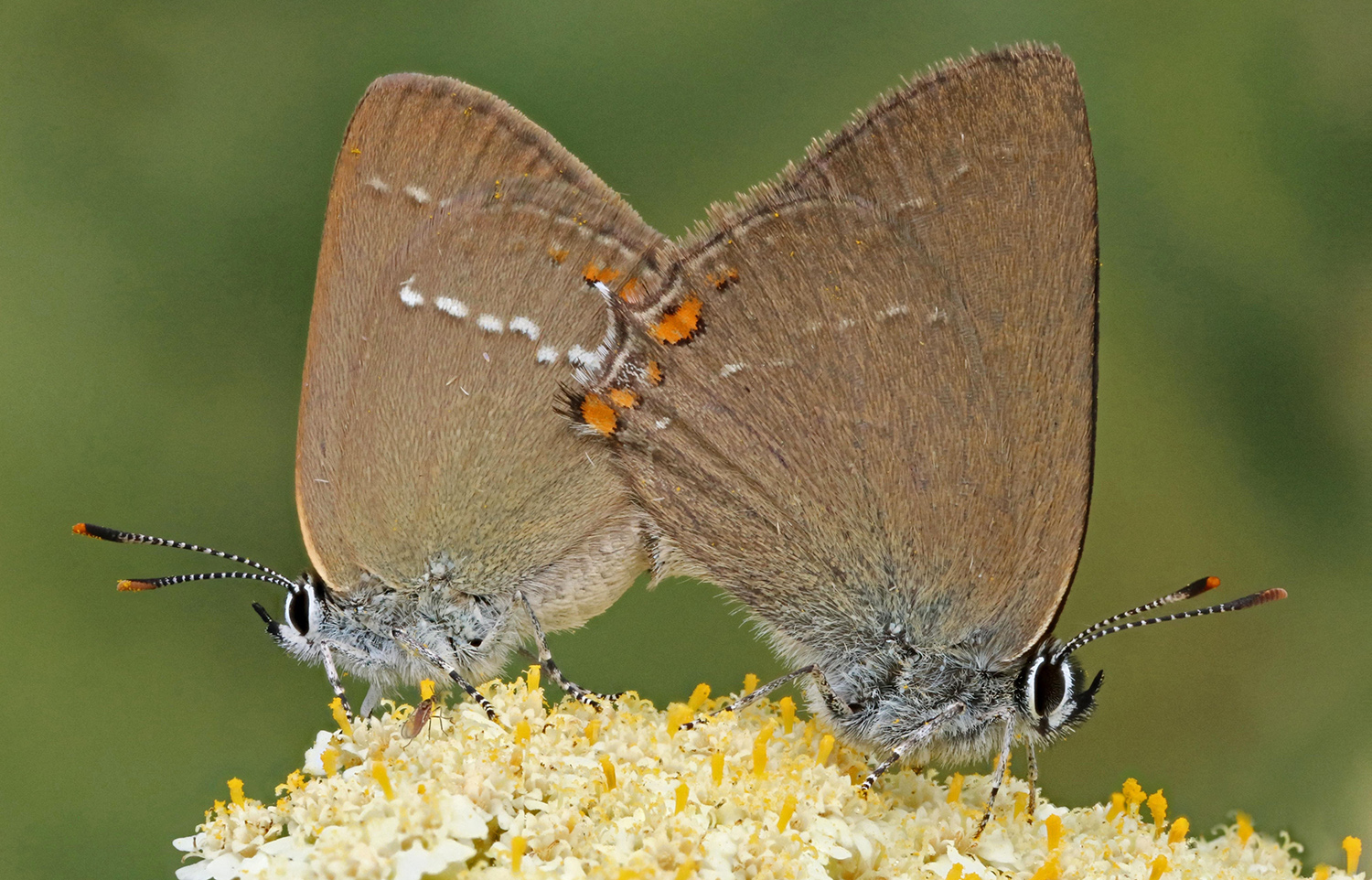
Dva jedinci ostruháčka kapinicového v Bulharsku

Rozpětí křídel ostruháčka kapinicového se pohybuje v rozmezí 26–28 mm. Seshora jsou rovnoměrně tmavě hnědí, samec má 1–3 a samice 2–5 malých červených análních skvrn. Na zadním křídle jsou oranžové skvrny, které splývají a tvoří oranžový pás.

## Výskyt
Ostruháček kapinicový žije v jižní a střední Evropě, a to od severního Španělska přes Polsko, Balkán a Turecko až po jižní Ural. Obývá především suché, teplé a prosluněné křovinaté stráně, svahy a okraje listnatých lesů. Od těchto biotopů se téměř vůbec nevzdalují. Housenky ostruháčka kapinicového se živí na rostlinách z rodu trnka (Prunus).

## Ohrožení
V ČR je Ostruháček kapinicový kriticky ohrožen pouze v jižních Čechách. Ve zbytku ČR je v teplých oblastech hojný. Výskyt ostruháčka kapinicového je ohrožen především zalesňováním jeho přirozených stanovišť.